# Endless Sorrow
Endless Sorrow è un brano musicale della cantante giapponese Ayumi Hamasaki, pubblicato come suo ventiduesimo singolo il 16 maggio 2001. Il brano è estratto dall'album I Am.... Il singolo è arrivato alla prima posizione della classifica Oricon dei singoli più venduti in Giappone ed ha venduto 768 510 copie; è stato inoltre utilizzato come tema musicale del dorama Mukashi no Otoko con Hiroshi Abe.

## Tracce
CD singolo AsiaAVCD-30254
Testi e musiche di Ayumi Hamasaki.
1. Endless Sorrow (Ayumi Hamasaki)
2. Vogue (Kirari Natsu Ayu Mix)
3. Endless Sorrow (Natural Green Dub Mix)
4. Endless Sorrow (Nicely Nice Skyblue remix)
5. Never Ever (Dub's Uncategorized Mix 001)
6. Endless Sorrow (Ram's Advance Mix)
7. Endless Sorrow (Brent Mini's gothic mix)
8. Endless Sorrow (Liquid Heart Mix)
9. Endless Sorrow (Juicy Ariyama Mix)
10. Endless Sorrow (Instrumental)

Durata totale: 54:45

## Classifiche
| Classifica (2001)           | Posizione più alta |
| --------------------------- | ------------------ |
| Oricon Weekly Singles Chart | 1                  |